# Герб Англии
Герб Англии — в червлёном поле три золотых, с лазоревыми когтями и языками, льва. Создал его Ричард I Львиное Сердце в 1190 году. До него использовался другой герб, с одним львом. С началом Столетней войны и коронацией Эдуарда III как короля Франции, ко львам добавились французские лилии. Они сохранялись до 1603 года.

## История герба
Первого льва учредил Генрих I. После его женитьбы на Аделизе, чей отец тоже имел льва на своём гербе, Генрих I добавил себе второго льва. В 1154 году Генрих II Плантагенет женился на Элеоноре Аквитанской, её семейный герб тоже имел изображение льва. Так английские монархи стали наследниками герцогств Аквитании и Гаскони, и графства Пуатье. Сам Генрих, будучи потомком Вильгельма Завоевателя, носил титулы герцога Нормандии, графа Анжуйского, Турского и Мэнского. Таким образом в ходе удачного наследования английские короли владели большей частью Франции, что отразилось на гербе в виде королевских французских лилий.
Три золотых леопарда на красном фоне появились в английском гербе при Ричарде Львиное Сердце после 1195 года и находятся там до сих пор. Как истинные островитяне, англичане упорно придерживаются своих традиций и, быть может, поэтому общепринятых во всей геральдической науке «леопардов» именуют по-своему: «Идущие львы настороже».
| Герб | Годы                          | Герб | Годы                                    |
| ---- | ----------------------------- | ---- | --------------------------------------- |
|      | 1066—1135 1141                |      | 1135—1141 —1154                         |
|      | 1154—1189                     |      | 1189—1198                               |
|      | 1198—1340 1360—1369           |      | 1340—1360 1369—1395 1399—1406           |
|      | 1395—1399                     |      | 1406—1422 1461—1470 1471—1554 1558—1603 |
|      | 1422—1461 1470—1471           |      | 1554—1558                               |
|      | 1603—1649 1660—1689 1702—1707 |      | 1649—1654                               |
|      | 1654—1655 1659—1660           |      | 1655—1659                               |
|      | 1689—1694                     |      | 1694—1702                               |
|      | 1707—1714                     |      | 1714—1801                               |
|      | 1801—1816                     |      | 1816—1837                               |
|      | 1837—1952                     |      | с 1952                                  |